# Jacques-Amand Eudes-Deslongchamps
Jacques-Amand Eudes-Deslongchamps ( Caen, 18 de enero de 1794 - 19 de enero de 1867), fue un médico, naturalista y paleontólogo francés.
Muy pobres, sus padres se ocuparon de asegurarle una buena educación. Luego de estudiar Medicina en su ciudad natal, es nombrado cirujano auxiliar de la Marina en 1812 y, en 1815, cirujano-jefe auxiliar del Hospital Militar de Caen. Va a París para obtener su doctorado en cirugía, la investigación y las lecciones de Georges Cuvier (1769-1832) atraen su atención sobre la Historia natural y la Paleontología.
En 1822, siendo cirujano del Hospicio de Caen y, continuando con el ejercicio liberal de la Medicina, encuentra tiempo para estudiar Geología, y logra descubrir fósiles de Teleosaurus en una de las canteras de Caen. Se apasiona por la Paleontología, siendo uno de los fundadores del "Museo de Historia naturale de Caen", donde será conservador honorífico. También sería uno de los fundadores de la "Sociedad linneana de Normandía" (1823), donde pubicarará artículos sobre Teleosaurus, Poekilopleuron (Megalosaurus), de moluscos y de Brachiopoda jurásicos. Sus descripciones de osamentas de mamíferos cuaternarios (mamuts, rinos) le pusieron el sobrenombre de « el Cuvier normando ».
En 1825, es profesor de Historia natural así como director del jardín de plantas de Caen, y luego en 1847, de Zoología de la Facultad de Ciencias de Caen.
Fallece en 1867, , ya ciego, le sigue su hijo Eugène Eudes-Deslongchamps en proseguir su obra.

## Algunas publicaciones
- 1838 . Memoria sobre Poekilopleuron Bucklandi, gran saurio fósil intermediario entre los cocodrilos y los lagartos, descubierto en las canteras de la Maladrerie, cerca de Caen. Mém. Soc. Linn. Normandie, v. 6 : 36, pl. 2-8
- 1853 . Nota sobre una nueva especie de poisson del género Aspidophore. Mém. Soc. Linn. Normandie, v. 9 : 167-173, pl. 10

- La abreviatura «Eudes-Desl.» se emplea para indicar a Jacques-Amand Eudes-Deslongchamps como autoridad en la descripción y clasificación científica de los vegetales.[1]

## Abreviatura (zoología)
La abreviatura Eudes-Deslongchamps  se emplea para indicar a Jacques-Amand Eudes-Deslongchamps como autoridad en la descripción y taxonomía en zoología.